# Dioman
Dioman est une localité située au nord-ouest de la Côte d'Ivoire, et appartenant au département de Touba, dans la Région du Bafing. La localité de Dioman est un chef-lieu de commune.